# Mormonia sorsconi
Mormonia sorsconi är en fjärilsart som beskrevs av Barnes och Benjamin 1924. Mormonia sorsconi ingår i släktet Mormonia och familjen nattflyn. Inga underarter finns listade i Catalogue of Life.